# La Neuve-Grange
La Neuve-Grange település Franciaországban, Eure megyében. Lakosainak száma 389 fő (2022. január 1.). La Neuve-Grange Morgny, Nojeon-en-Vexin és Puchay községekkel határos.

## Népesség
A település népességének változása:
| Lakosok száma | 159  | 159  | 177  | 279  | 348  | 337  | 330  | 343  | 358  | 389  |
|               | 1968 | 1982 | 1990 | 2006 | 2013 | 2015 | 2017 | 2019 | 2020 | 2022 |